# 1 martie
ianuarie • februarie • martie  • aprilie  • mai  • iunie  • iulie  • august  • septembrie  • octombrie  • noiembrie  • decembrie
1 martie este a 60-a zi a calendarului gregorian și ziua a 61-a în anii bisecți. Mai sunt 305 zile până la sfârșitul anului.

## Evenimente

1867: A apărut primul număr al „Convorbirilor literare", revistă condusă de Titu Maiorescu.

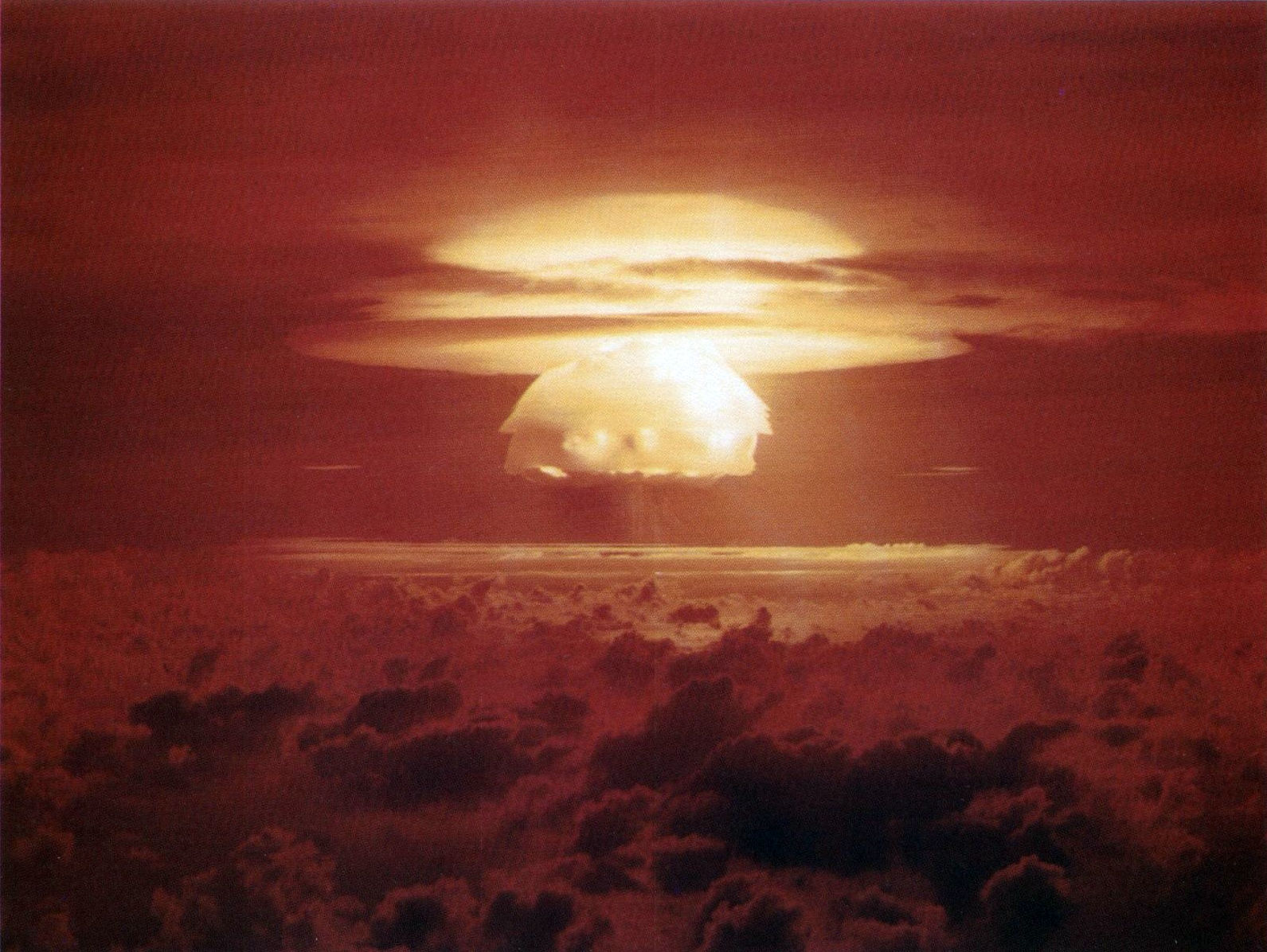
1954: În zona atolului Bikini în Pacific, SUA experimentează bomba cu hidrogen.

- 0293: Împărații Dioclețian și Maximian îi numesc caesari pe Constantius Chlorus și Galerius. Acesta este considerat începutul Tetrarhiei, cunoscut sub numele de Quattuor Principes Mundi („Patru conducători ai lumii”).[1]
- 0834: Împăratul Ludovic cel Pios este restaurat ca unic conducător al Imperiului Franc.[2]
- 1562: Peste 1.000 de hughenoți sunt masacrați de catolici în Wassy, Franța; începutul războaielor religioase franceze.[3]
- 1565: A fost fondat orașul Rio de Janeiro.
- 1633: Samuel de Champlain își revendică rolul de comandant al Noii Franțe în numele cardinalului Richelieu.
- 1746: Constantin Mavrocordat, domnul Țării Românești (1744-1746), clerul înalt și boierii hotărăsc eliberarea din șerbie a rumânilor fugiți, care se reîntorc în țară; liberi ca persoană, țăranii rămân totuși dependenți economic de boieri, fiind obligați să presteze boierului 12 zile de clacă, în Țara Românească și 24 de zile, în Moldova.
- 1815: Napoleon evadează de pe insula Elba.
- 1840: Adolphe Thiers devine prim-ministru al Franței.
- 1867: A apărut primul număr al „Convorbirilor literare", organ de presă al „Junimii"– grupare politică și literară condusă de Titu Maiorescu.
- 1871: Armata prusacă victorioasă defilează prin Paris, Franța, după încheierea Asediului Parisului în timpul războiului franco-prusac.[4]
- 1872: A fost înființat primul parc național din lume, Parcul Național Yellowstone din Statele Unite.
- 1896: Savantul francez Henri Becquerel descoperă radioactivitatea naturală.
- 1907: Și-a început activitatea Serviciul de urgență „Salvarea", din inițiativa dr. Mina Minovici.
- 1910: Cea mai mortală avalanșă din istoria Statelor Unite îngroapă un tren al Great Northern Railway în nord-estul comitatului King, Washington, ucigând 96 de oameni.
- 1938: Compania Samsung a fost fondată.
- 1941: Al Doilea Război Mondial: Bulgaria semnează Pactul Tripartit, aliându-se cu Puterile Axei.
- 1944: Are loc premiera piesei „Steaua fără nume", de Mihail Sebastian, la Teatrul Alhambra din București
- 1946: Banca Angliei este naționalizată.
- 1950: Savantul Klaus Fuchs este condamnat la 14 ani închisoare pentru spionaj în favoarea URSS.
- 1953: Premierul sovietic Iosif Stalin suferă un accident vascular cerebral și se prăbușește; moare patru zile mai târziu.
- 1954: În zona atolului Bikini în Pacific, SUA experimentează bomba cu hidrogen.
- 1991: Încep revoltele împotriva lui Saddam Hussein în Irak, ducând la moartea a peste 25.000 de oameni, în majoritate civili.
- 1992: Bosnia și Herțegovina își declară independența față de Republica Federală Socialistă Iugoslavia.
- 1997: Se constituie Forța de Reacție Rapidă a Armatei Române, care se înscrie în procesul de modernizare a forțelor armate ale României, în concordanță cu exigențele integrării în structurile militare ale Alianței Nord-Atlantice.
- 1998: Titanic devine primul film cu încasări de peste 1 miliard de dolari în întreaga lume.
- 1999: România devine parte a Convenției de echivalare a diplomelor în domeniul învățămîntului superior în Europa.
- 2000: Social-democrata Tarja Kaarina Halonen își preia funcția de președinte al Republicii Finlanda, fiind prima femeie aleasă în această funcție.
- 2001: Guvernul elvețian interzice utilizarea în hrana animalelor a alimentelor conținând făină de carne și oase.
- 2001: Regimul taliban din Afganistan dispune deschiderea focului și aruncarea în aer a statuii lui Buddha de la Bamian, monument înscris  pe lista UNESCO a patrimoniului universal.
- 2002: Invazia Afganistanului: Începe „Operațiunea Anaconda" în estul Afghanistanului.
- 2019: Postul de televiziune MTV România, inaugurat la 15 iunie 2002, a încetat să funcționeze.

## Nașteri
- 1105: Alfonso al VII-lea al Leonului și Castiliei (d. 1157)
- 1432: Isabella de Coimbra, regină a Portugaliei (d. 1455)
- 1445: Sandro Botticelli, pictor italian (d. 1510)
- 1683: Carolina de Ansbach, soția regelui George al II-lea al Marii Britanii (d. 1737)
- 1788: Gheorghe Asachi, poet, prozator, dramaturg și inginer român (d. 1869)
- 1810: Frédéric Chopin, compozitor și pianist polonez (d. 1849)
- 1812: Nicolae Kretzulescu, medic și politician român, prim-ministru al Principatelor Unite (d. 1900)

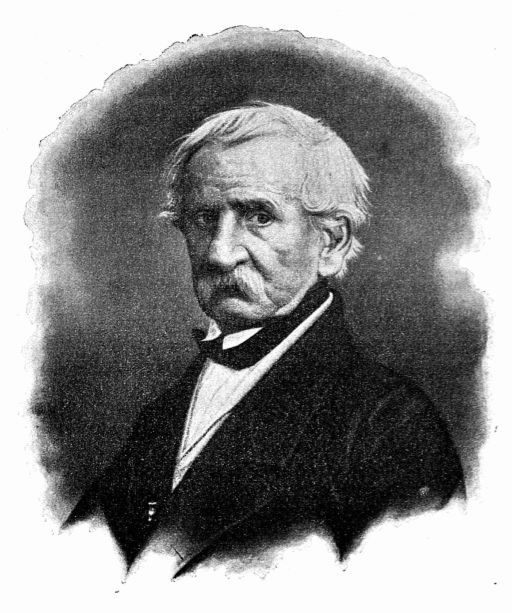
Gheorghe Asachi, poet, prozator român
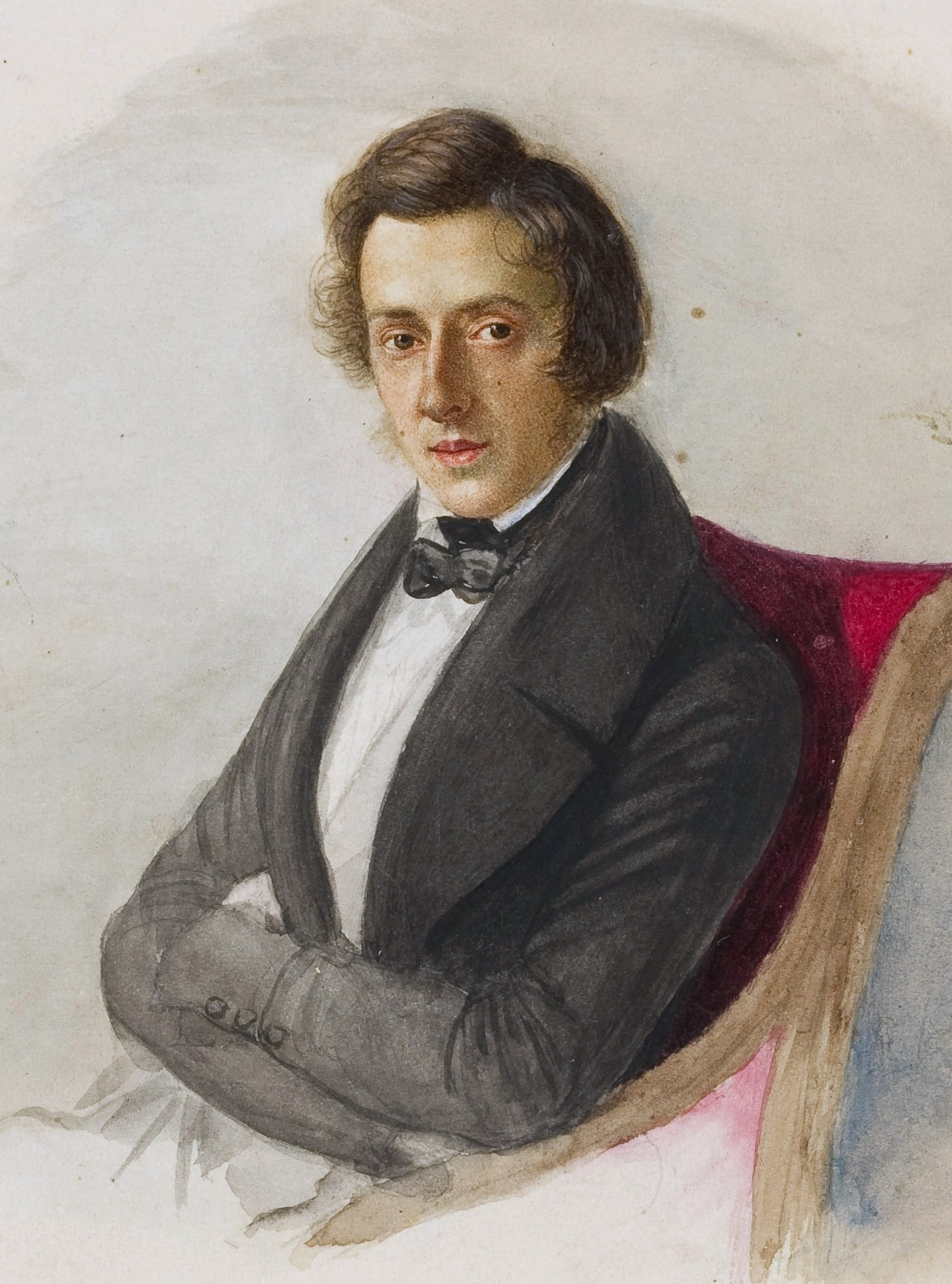
Frédéric Chopin, compozitor și pianist polonez
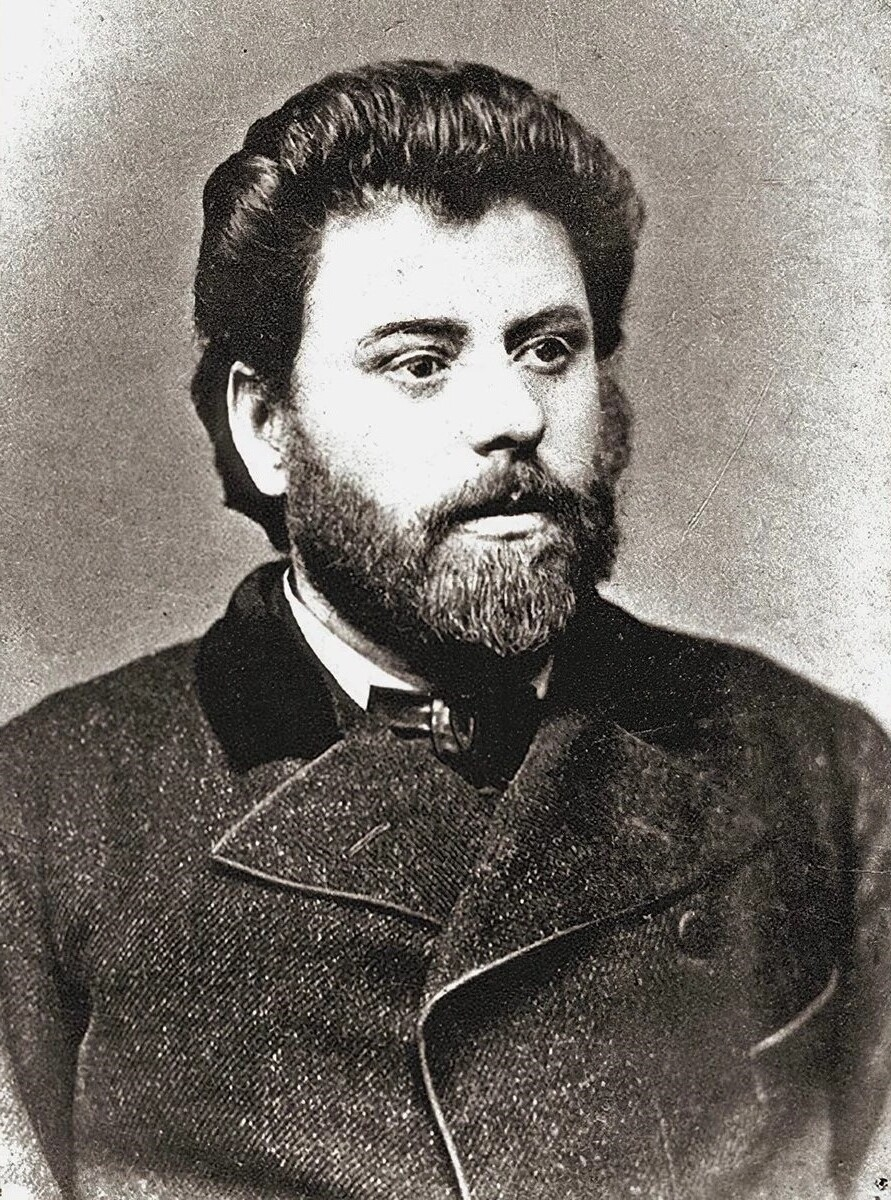
Ion Creangă, scriitor român

- 1827: Eiler Rasmussen Eilersen, pictor danez (d. 1912)
- 1837: Ion Creangă, scriitor român (d. 1889)
- 1854: Peneș Curcanul, erou al Războiului de Independență (d. 1932)
- 1886: Oskar Kokoschka, pictor și grafician austriac (d. 1980)
- 1898: Constantin Daicoviciu, istoric și arheolog român, membru al Academiei Române (d. 1973)
- 1904: Glenn Miller, compozitor american de jazz (d. 1944)
- 1910: David Niven, actor britanic (d. 1983)
- 1910: Archer John Porter Martin, chimist englez, laureat Nobel (d. 2002)
- 1914: Ralph Ellison, scriitor, critic literar și profesor american (d. 1994)
- 1920: Gheorghe Șaru, pictor și profesor român stabilit la New York (d. 2003)
- 1922: Yitzhak Rabin, politician israelian, laureat Nobel (d. 1995)
- 1924: Elena Cernei, mezzosoprană română (d. 2000)
- 1925: Solomon Marcus, matematician român de etnie evreiască, membru al Academiei Române (d. 2016)
- 1927: George Abell, astronom american (d. 1983)
- 1927: Claude Gensac, actriță franceză de cinema (d. 2016)
- 1927: Harry Belafonte, muzician și actor american (d. 2023)
- 1930: Alecu Ivan Ghilia, prozator, poet și pictor
- 1931: Elisabeta Bostan, regizoare română de film
- 1934: Jacques Chessex, scriitor și pictor elvețian (d. 2009)
- 1935: Robert Conrad, actor de film și televiziune, cântăreț, cascador și scenarist american (d. 2020)
- 1937: Eugen Doga, compozitor român din Republica Moldova (d. 2025)
- 1943: Ion Dumitriu, pictor român (d. 1998)

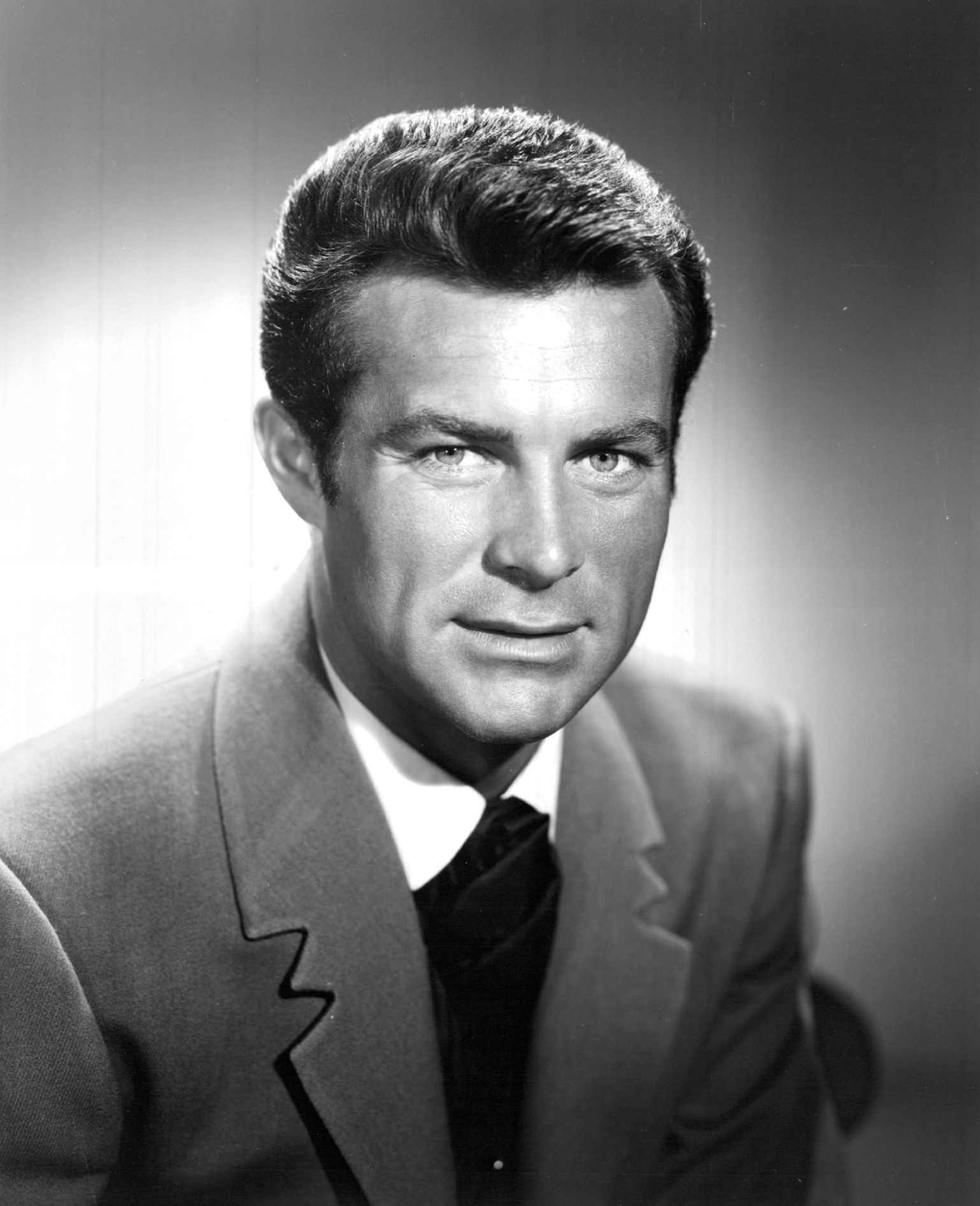
Robert Conrad, actor  american
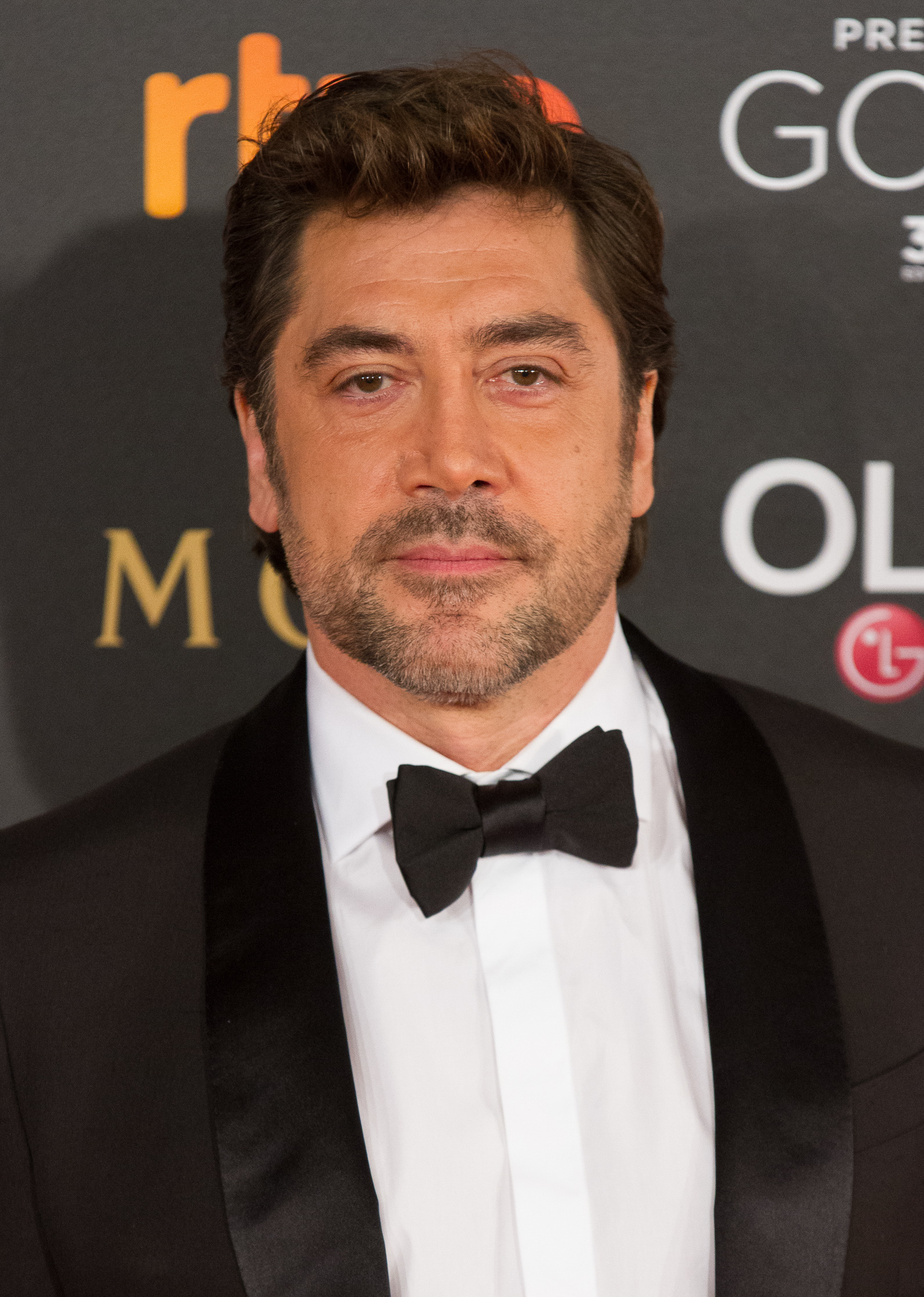
Javier Bardem, actor spaniol
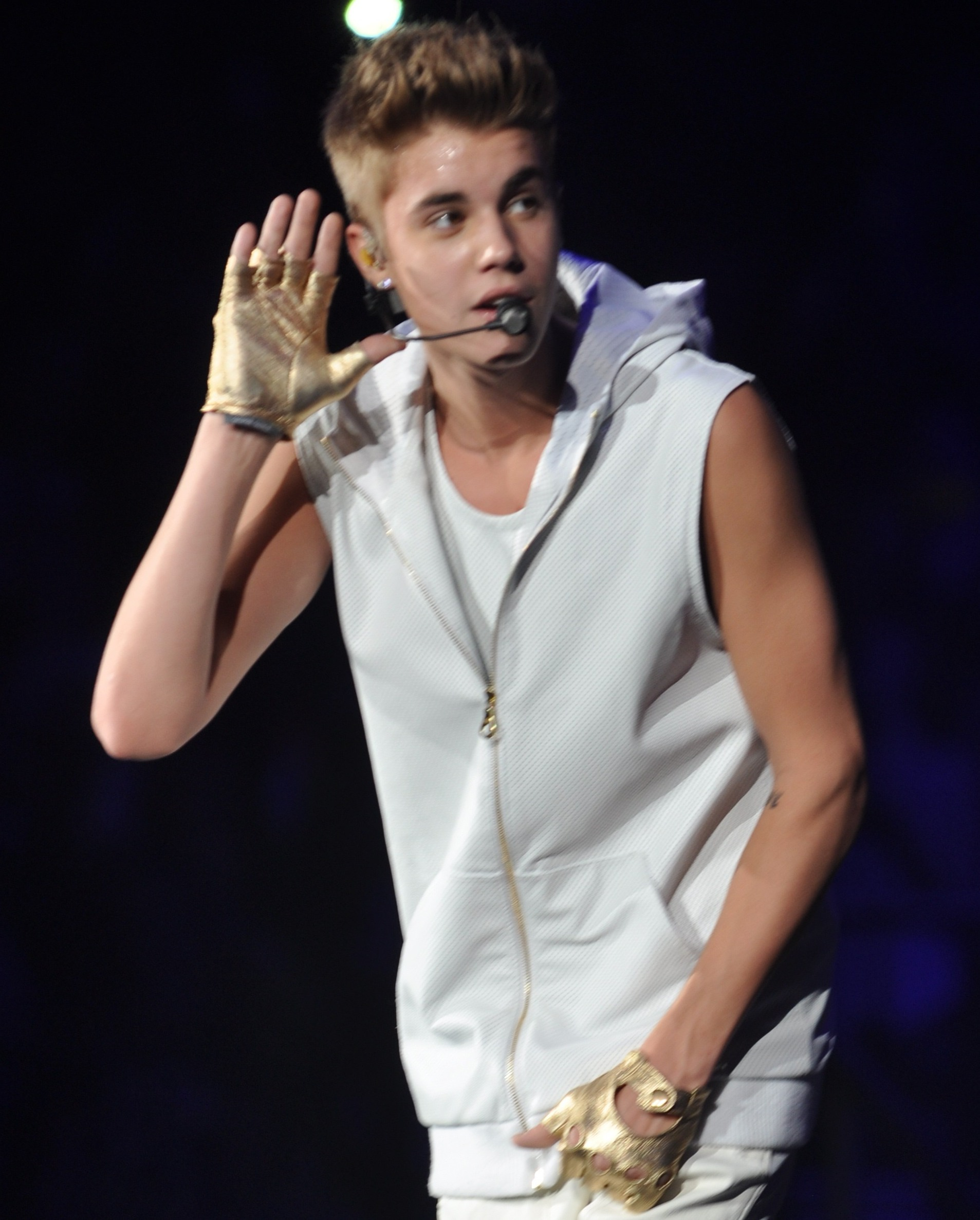
Justin Bieber, cântăreț canadian

- 1947: Grigore Bradea, sculptor român (d. 1998)
- 1952: Steven Barnes, scriitor american
- 1954: Catherine Bach, actriță americană
- 1956: Dalia Grybauskaitė, politiciană lituaniană, președinte al Lituaniei (2009-2019)
- 1958: Traian Ungureanu, jurnalist și politician român
- 1959: Marian Petrache, politician român
- 1963: Thomas Anders, cântăreț, compozitor și producător german (Modern Talking)
- 1965: Emil Săndoi, fotbalist și antrenor român
- 1969: Javier Bardem, actor spaniol
- 1977: Silenoz, muzician norvegian
- 1978: Jensen Ackles, actor și regizor american de film și televiziune
- 1978: Cristian Silviu Bușoi, politician român
- 1981: William Power, pilot australian
- 1985: Tha'er Bawab, fotbalist iordanian
- 1987: Kesha, cântăreață, compozitoare, rapperiță și actriță americană
- 1994: Justin Bieber, cântăreț și compozitor canadian de muzică pop/R&B

## Decese
- 1735: Ludwig Rudolf, Duce de Brunswick-Lüneburg, bunicul împărătesei Maria Tereza a Austriei (n. 1671)
- 1781: Jean-Baptiste de La Curne de Sainte-Palaye, istoric, filolog și lexicograf francez (n. 1697)
- 1792: Leopold al II-lea, Împărat al Sfântului Imperiu Roman (n. 1747)
- 1804: Prințesa Caroline de Parma (n. 1770)
- 1811: Jean-Simon Berthélemy, pictor francez (n. 1743)
- 1865: Marea Ducesă Anna Pavlovna a Rusiei, soția regelui William al II-lea al Olandei (n. 1795)
- 1875: Tristan Corbière, poet francez (n. 1845)

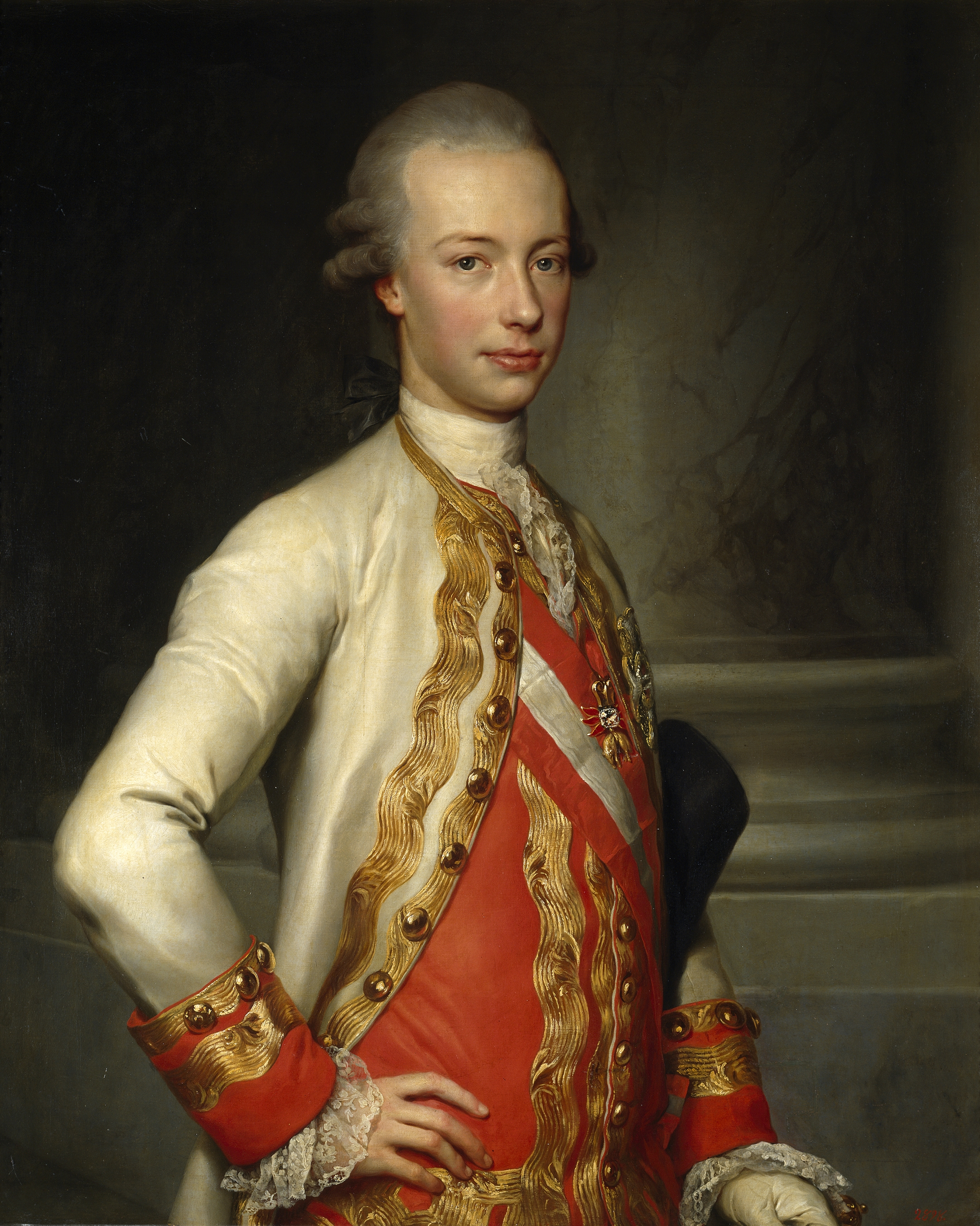
Leopold al II-lea, Împărat al Sfântului Imperiu Roman
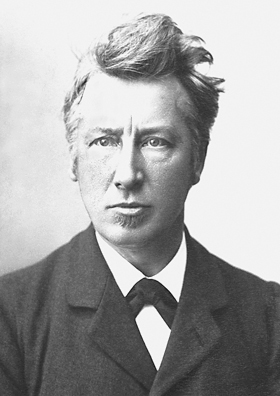
Jacobus Henricus van 't Hoff, chimist olandez, laureat Nobel
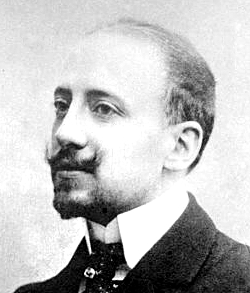
Gabriele d’Annunzio, poet italian

- 1894: Károly Ács (cel bătrân), scriitor, poet și traducător maghiar (n. 1824)
- 1909: Maria Teresa de Bourbon-Două Sicilii (n. 1867)
- 1911: Jacobus Henricus van 't Hoff, chimist olandez, laureat Nobel (n. 1852)
- 1928: Luis Jiménez Aranda, pictor spaniol (n. 1845)
- 1938: Gabriele d’Annunzio, poet, romancier și dramaturg italian (n. 1863)
- 1958: Giacomo Balla, artist italian (n. 1871)
- 1960: Florica Cristoforeanu, interpretă română de operă (n. 1886)
- 1965: Oszkár Nagy, pictor și grafician român de origine maghiară (n. 1893)
- 1970: Gheorghe Piperea, avocat și profesor de drept comercial român
- 1973: Lev Arțimovici, fizician rus (n. 1909)
- 1990: Ion Iancu Lefter, poet român (n. 1940)
- 1996: Vergílio Ferreira, scriitor portughez (n. 1916)
- 1996: Alf Lombard, lingvist suedez de origine franceză (n. 1902)
- 2005: Eugenia Miulescu, poetă română (n. 1938)
- 2009: Paolo Maffei, astrofizician italian (n. 1926)
- 2019: Jores Ivanovici Alfiorov, fizician rus, laureat Nobel (n. 1930)
- 2021: Paul Rezeanu, istoric și critic de artă român (n. 1937)
- 2021: Gheorghe Dănilă, actor român de teatru și film (n. 1949)
- 2022: Evhen Malîșev, soldat și biatlonist ucrainean (n. 2002)
- 2023: Just Fontaine, fotbalist francez (n. 1933)
- 2024: Akira Toriyama, mangaka cu renume mondial pentru crearea seriei Dragon Ball, începută în 1984 (n. 1955)

## Sărbători
- Sf. Cuv. Mc. Evdochia (calendar bizantin)
- Sfântul Albin (calendar latin)
- Mărțișorul
- Ziua mondială a protecției civile
- Ziua berii în Islanda